# الجبهة الأوكرانية الثالثة
الجبهة الأوكرانية الثالثة (بالروسية: Третий Украинский фронт)‏ كانت جبهة للجيش الأحمر السوفييتي خلال الحرب العالمية الثانية.

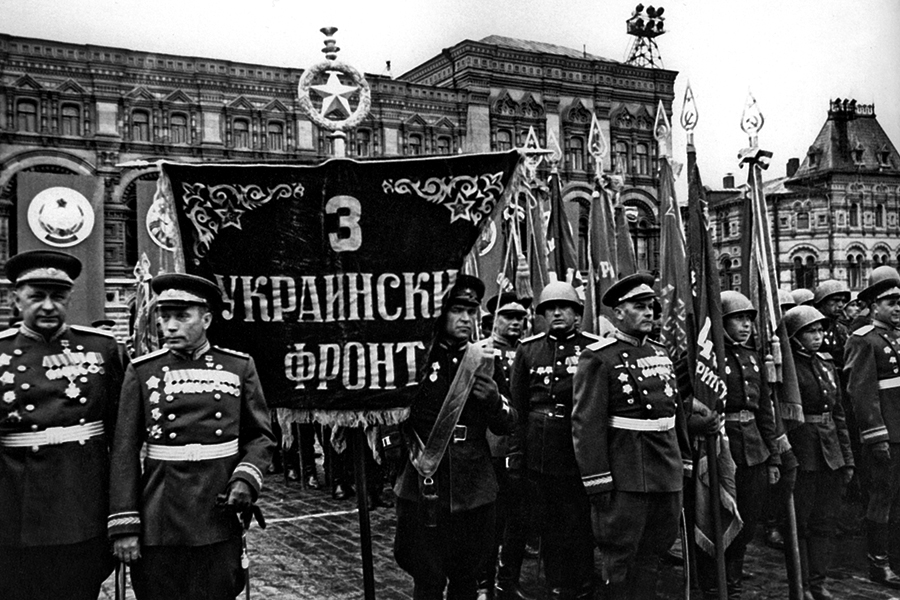
الجبهة الأوكرانية الثالثة في عرض عسكري في موكب النصر عام 1945 في الساحة الحمراء

تأسست في 20 أكتوبر 1943، على أساس أمر ستافكا الصادر في 16 أكتوبر 1943، بإعادة تسمية الجبهة الجنوبية الغربية. وشملت جيش الحرس الأول، وجيش الحرس الثامن، والجيوش السادس والثاني عشر والسادس والأربعين، والجيش الجوي السابع عشر. وفي وقت لاحق شملت فوج الصدمة الخامس، وجيشي الحرس الرابع والتاسع، والجيوش الـ26، والـ27، والـ28، والـ37، والـ57، وجيش دبابات الحرس السادس، والجيوش البلغارية الأول والثاني والرابع. تم تكليف أسطول نهر الدانوب بالسيطرة العملياتية للجبهة. وشمل ذلك اللواء البحري 83.

## عمليات هجومية في زابوريزهيا ودنيبروبيتروفسك
في النصف الأول من شهر أكتوبر 1943، كُلفت الجبهة الجنوبية الغربية (الجبهة الأوكرانية الثالثة اعتبارًا من 20 أكتوبر) بقيادة الجنرال روديون مالينوفسكي بمهاجمة خط بانثر-ووتان الألماني، وتأمين رؤوس الجسور لاحقًا على الضفة الشرقية لنهر دنيبر على محور إيزيوم - دنيبروبيتروفسك خلال معركة نهر دنيبر. لكن المحاولة الأولى لإنشاء رؤوس الجسور باءت بالفشل. تم تجميع ثلاثة جيوش مشاة: الحرس الثامن، والحرس الثالث، والجيش الثاني عشر، وفيلقي الحرس الميكانيكي الأول وحرس الدبابات الثالث والعشرون مع جيش الجو السابع عشر لتوفير الدعم الجوي للهجوم الجديد.
في 10 أكتوبر 1943 شن جيش الحرس الثامن بقيادة فاسيلي تشويكوف الهجوم، مع إدخال فيلق الدبابات في 13 أكتوبر؛ هاجم الجيش الثاني عشر من الشمال، والحرس الثالث من جنوب زاباروجيا. انسحب الألمان من المدينة، ودمروا جسر السكة الحديدية فوق نهر دنيبر خلفهم. 
في 23 أكتوبر، ادخل مالينوفسكي، الذي أراد الاستيلاء على دنيبروبيتروفسك ومحاصرة الجيش الأول بانزر في المناطق الشرقية من منعطف دنيبر، الجيش السادس والأربعين الذي وصل حديثًا في القتال. حاول مع الحرس الثامن محاصرة القوات الألمانية على الضفة الغربية لنهر دنيبر بين دنيبروبيتروفسك ودنيبرودزرجينسك، موقع محطة دنيبر الكهرومائية الضخمة. حاولت وحدات الجيش الـ46 الوصول إلى المحطة في الوقت المناسب لمنع تدمير السد من قبل القوات الألمانية المنسحبة. في 25 أكتوبر تم الاستيلاء على دنيبروبيتروفسك، ولكن دمرت المنشآت والسد جزئيًا. 
في الوقت نفسه، كانت الجبهة الأوكرانية الثانية بقيادة كونييف تهاجم كريفي ريه من الشمال مع جيش الحرس السابع، لكن جيش بانزر الأول نجا في الوقت الحالي حيث توقف هجوم كونييف على كريفي ريه عند نهر إنجوليتس شمال خيرسون.  ومع ذلك، أرسل فاتوتين، قائد الجبهة الأوكرانية الأولى الواقعة شمال بولتافا، جيش الدبابات الحرس الخامس الذي اخترق شمال كريفي ريه، ولم يوقفه سوى الدفاع الألماني العنيد وطول ذيله اللوجستي. وفي الختام، سمحت العمليتان للجبهتين بإنشاء رأس جسر واحد في كريمنشوج - دنيبروبيتروفسك، تم توسيعه إلى زابوروجي بسبب خرق خط فوتان من قبل الجبهة الجنوبية.
وفي وقت لاحق، استولت وحدات من الجيش السادس على رؤوس الجسور جنوب زابوريزهيا، وبحلول نهاية شهر ديسمبر، بالتعاون مع الجبهة الأوكرانية الثانية ، احتلت معقلًا استراتيجيًا رئيسيًا على نهر دنيبر.
بعد تحرير الضفة اليمنى لأوكرانيا من قوات الجبهة الأوكرانية الثالثة، بالتعاون مع الجبهة الأوكرانية الرابعة من خلال هجوم دنيبر-الكاربات عام 1944، توجهت إلى منطقة إنجوليتس، حيث شنت في مارس وأبريل هجوماً على منطقة نيكولاييف-أوديسا. بعد تنفيذ عملية هجوم بيريزنيغوفاتويي - سنيجيريفكا، استعدت الجبهة للهجوم على أوديسا.
قبل هجوم أوديسا، تلقت الجبهة تعزيزات كبيرة. أصبح لديها الآن سبعة جيوش: جيش الصدمة الخامس، والجيش السادس، وجيش الحرس الثامن، والجيش الثامن والعشرون، والجيش السابع والثلاثون، والجيش السادس والأربعون، والجيش السابع والخمسون. كما شكل مالينوفسكي مجموعة ميكانيكية من سلاح الفرسان من فيلق حرس الفرسان الرابع والفيلق الميكانيكي الرابع تحت قيادة الفريق أول بليف. وكان الهدف ميناء نيكولاييف وميناء أوديسا الكبير على البحر الأسود. بدأ الهجوم في 6 مارس 1944 عندما عبرت القوات السوفيتية أنهار إنجوليتس وفيسون وإنجول. آزرت الجبهة أسطول البحر الأسود في استكمال تحرير جنوب أوكرانيا، وحررت جزءًا كبيرًا من جمهورية مولدوفا الاشتراكية السوفيتية، وتقدمت نحو نهر دنيستر، واستولت على رؤوس الجسور على ضفته اليمنى، بما في ذلك رأس جسر كيتسكانسكي.

## رومانيا وبلغاريا

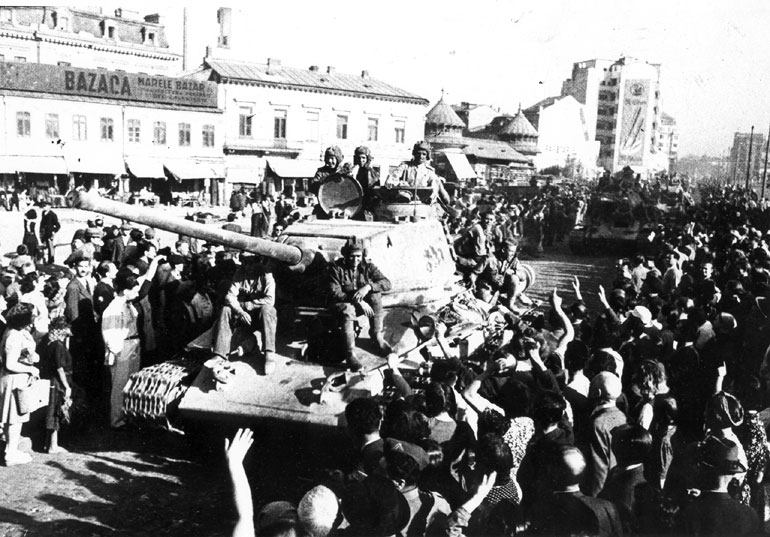
الجبهة الأوكرانية الثالثة تدخل بوخارست في 31 أغسطس 1944

في أغسطس 1944، شاركت الجبهة الأوكرانية الثالثة في هجوم ياش-كيشيناو، والذي أدى إلى تحرير جمهورية مولدوفا الاشتراكية السوفيتية بالكامل، وإعلان رومانيا الحرب على ألمانيا.
في 8 سبتمبر، وبعد قطع العلاقات الدبلوماسية وإعلان الحرب على بلغاريا، دخلت القوات السوفيتية أراضي بلغاريا واحتلت جزءًا من البلاد. وفي اليوم التالي، نظم ائتلاف بقيادة الشيوعيين البلغاريين انقلابًا واستولى على الحكومة، ثم غير موقفه وأعلن الحرب على ألمانيا. في الفترة من 28 سبتمبر إلى 20 أكتوبر 1944، نفذت الجبهة الأوكرانية الثالثة بالتعاون مع جيش التحرير الشعبي اليوغوسلافي وبمشاركة قوات جبهة الوطن في بلغاريا هجوم بلغراد، والذي أسفر عن تحرير عاصمة يوغوسلافيا، بلغراد، ومعظم صربيا.
في الفترة من أكتوبر 1944 إلى فبراير 1945، شاركت قوات الجبهة الأوكرانية الثالثة في حصار بودابست، بما في ذلك الجيش الـ46. وعبرت قواتها نهر الدانوب واستولت على رأس جسر على ضفته اليمنى. في يناير 1945، صدت هجمات مضادة للعدو، في محاولة لانقاذ القوات المحاصرة في بودابست، وفي مارس، خلال عملية صحوة الربيع الألمانية، تمكن هجوم مضاد من كسر القوات الألمانية في منطقة بحيرة بالاتون. أدى نجاح هذه المعركة إلى إمكانية بدء هجوم فيينا في 16 مارس، بالتعاون مع الجناح الأيسر للجبهة الأوكرانية الثانية. وبعد ذلك أتمت قوات الجبهة تحرير المجر، وطردت العدو من الجزء الشرقي من النمسا، واستولت على عاصمتها فيينا.
شملت الجبهة الجيش السابع والخمسين من أكتوبر إلى ديسمبر 1944. وفي 15 يونيو 1945، بناءً على توجيه ستافكا الصادر في 29 مايو 1945، حُلت الجبهة وأُعيد تنظيمها كمجموعة القوات الجنوبية. تم تجميع الجيش السادس والعشرون مع الجيش السابع والثلاثين في قوة المهام الخاصة.

## القوات
شملت الجبهة الأوكرانية الثالثة في أكتوبر 1943 أثناء عملية زابوريزهيا-دنيبروبيتروفسك القوات التالية:
قائد الجبهة الجنرال روديون مالينوفسكي

### جيش الحرس الأول
- فيلق الحرس السادس للبنادق
  - فرقة الحرس العشرين للبنادق
  - فرقة البنادق 152

- فيلق البنادق 34
  - فرقة البنادق السادسة
  - فرقة البنادق 24
  - فرقة البنادق 228
  - فرقة البنادق 195

### جيش الحرس الثالث
- فيلق بنادق الحرس الرابع والثلاثين
  - فرقة بنادق الحرس التاسعة والخمسين
  - فرقة بنادق الحرس الحادية والستين
  - فرقة بنادق الحرس رقم 279

- فيلق البنادق رقم 32
  - فرقة البنادق رقم 259
  - فرقة البنادق رقم 266
  - فرقة البنادق رقم 279

### جيش الحرس الثامن
- فيلق بنادق الحرس الثامن والعشرون
  - فرقة بنادق الحرس التاسعة والثلاثون
  - فرقة بنادق الحرس التاسعة والسبعون
  - فرقة بنادق الحرس الثامنة والثمانون

- فيلق بنادق الحرس التاسع والعشرون
  - فرقة بنادق الحرس السابعة والعشرون
  - فرقة بنادق الحرس الرابعة والسبعون
  - فرقة بنادق الحرس الثانية والثمانون

- فيلق بنادق الحرس الثالث والثلاثون
  - فرقة البنادق الخمسون
  - فرقة البنادق الثامنة والسبعون

### الجيش السادس
- فيلق بنادق الحرس الرابع
  - فرقة بنادق الحرس السابعة والأربعون
  - فرقة بنادق الحرس السابعة والخمسون

- فيلق بنادق الحرس السادس والعشرون
  - فرقة بنادق الحرس الخامسة والعشرون
  - فرقة بنادق الحرس الخامسة والثلاثون

### الجيش الثاني عشر
- فيلق البندقية السادس والستين
  - فرقة البندقية رقم 203
  - فرقة البندقية رقم 333
  - فرقة البندقية رقم 60
  - فرقة البندقية رقم 244

### فيلق الحرس الميكانيكي الأول
- لواء الحرس الميكانيكي الأول
- لواء الحرس الميكانيكي الثاني
- لواء الحرس الميكانيكي الثالث
- لواء دبابات الحرس التاسع

### فيلق الدبابات الثالث والعشرون
- لواء الدبابات الثالث
- لواء الدبابات الـ39
- لواء الدبابات الـ135
- لواء البنادق الآلية رقم 56

### الجيش الجوي السابع عشر
- الحرس الأول، فيلق الطيران المختلط
- الفيلق الجوي المختلط الأول
- الفيلق الجوي المختلط التاسع 

## القيادة
- جنرال الجيش روديون مالينوفسكي (أكتوبر 1943 – مايو 1944)؛
- جنرال الجيش فيودور تولبوخين (مايو 1944 – نهاية الحرب؛ منذ سبتمبر 1944 مارشال الاتحاد السوفيتي).

رئيس الأركان:
- الفريق أول ثيودوسيوس كورجينيفيتش (أكتوبر 1943 – مايو 1944)؛
- الجنرال سيرغي بيريوزوف (مايو – أكتوبر 1944)؛
- الفريق أول سيمون إيفانوف (أكتوبر 1944 – نهاية الحرب).

## ملحوظات
1. ↑  Erickson, John, The Road To Berlin, Cassell Military Paperbacks, 2003 p.138
2. ↑  Erickson, p.139
3. ↑  Atlas Mira Moskva 1988 Ukrainska SSr Moldavskaja SSR page 46
4. ↑  Boevoi Sostav Sovietskoi Armii czast III januar-dekabr 1943 page 253 in the BSSA Front is listed under South Western Front name but it changed name in October to 3rd Ukrainian Front from November 1943 it is listed under name of 3rd Ukrainian Front

## روابط خارجية
- جبهة
- جميع جبهات الحرب الوطنية العظمى